# Piedratajada
Piedratajada – gmina w Hiszpanii, w prowincji Saragossa, w Aragonii, o powierzchni 22,66 km². W 2011 roku gmina liczyła 130 mieszkańców.